# Stelgidopteryx serripennis
La golondrina aserrada (Stelgidopteryx serripennis) es una especie de ave paseriforme de la familia de los hirundínidos (Hirundinidae). Es un ave migratoria nativa de América del Norte que pasa el invierno en América Central y el Caribe. Su área de distribución incluye Bahamas, Belice, Canadá, Islas Caimán, Costa Rica, Cuba, El Salvador, Haití, Guatemala, Honduras, Jamaica, México, Nicaragua, Estados Unidos, Panamá, Puerto Rico, San Pedro y Miquelón, Islas Turcas y Caicos, Islas Vírgenes. Ocurre incidentalmente en Aruba, Barbados, República Dominicana, Guadalupe, Antillas Neerlandesas. 
Su hábitat consiste de bosque, humedales (ríos, arroyos, cascadas, pantanos, ciénagas) y áreas rocosas (acantilados, picos de montañas). No tiene subespecies reconocidas.